# Де Кова, Фрэнк
Фрэнк де Кова (англ. Frank de Kova), также встречаются варианты написания имени Фрэнк Де Кова и Фрэнк ДеКова, имя при рождении Фрэнк Кампанелла (англ. Frank Campanella; 17 марта 1910 — 15 октября 1981) — американский актёр театра, кино и телевидения 1950—1980-х годов.
В кино Де Кова сыграл в таких фильмах, как «Мафия» (1951), «Вива Сапата!» (1952), «Большое небо» (1952), «Доля секунды» (1953), «Плащаница» (1953), «Человек из Ларами» (1955), «Десять заповедей» (1956), «Свидание с тенью» (1957), «День преступника» (1959), «Рассвет и закат Легза Даймонда» (1960) и «Следуй за мечтой» (1962).
В 1962—1965 годах Де Кова играл постоянную роль индейского вождя в комедийном телевестерне «Отряд Ф».

## Ранние годы жизни и театральная карьера
Фрэнк де Кова родился 17 марта 1910 года в Нью-Йорке. Некоторое время он проработал учителем, однако в итоге решил стать актёром. Несколько лет он играл в различных шекспировских постановках по стране, в конце концов добравшись до Бродвея. На Бродвее де Кова сыграл в спектаклях «Головы или хвосты» (1947) и «Детективная история» (1949—1950). На его игру в классической криминальной пьесе «Детективная история» обратили внимание, после чего его пригласили в Голливуд.

## Карьера в кинематографе
Де Кова дебютировал в кино в роли «портового гангстера со скрипучим голосом» в фильме нуар с Бродериком Кроуфордом «Мафия» (1951). Год спустя де Кова сыграл небольшую роль в вестерне Говарда Хоукса с Кирком Дугласом «Большое небо» (1952), а также значимую роль коварного мексиканского полковника, который организует убийство Сапаты в исторической драме Элии Казана «Вива Сапата!» (1952) с Марлоном Брандо в заглавной роли. Де Кова также сыграл в мелодраме с Гигом Янгом «Каникулы для грешников» (1952).
В 1953 году де Кова снялся в восьми фильмах, включая фильм нуар со Стивеном Макнэлли «Доля секунды» (1953), где он был сообщником сбежавших из тюрьмы бандитов. Он также сыграл индейского вождя в вестерне с Чарлтоном Хестоном «Наконечник стрелы» (1953) и восточных персонажей в музыкально-приключенческой ленте с Кэтрин Грейсон «Песнь пустыни» (1953) и в исторической приключенческой мелодраме с Тайроном Пауэром «Капитан Хайбергских стрелков» (1953). Кроме того, у де Ковы была роль второго плана в приключенческой мелодраме с Робертом Тейлором «Все братья были храбрецами» (1953) и небольшая роль работорговца в библейской драме «Плащаница» (1953).
В 1954 году из четырёх фильмов де Ковы три были вестернами, включая «Бой барабана» (1954) с Аланом Лэддом и «Они ехали на Запад» (1954), в котором де Кова был индейским знахарем. Четвёртой картиной была приключенческая лента с Робертом Тейлором «Долина фараонов» (1954), где де Кова предстал в образе египтянина. В 1955 году де Кова исполнил роли второго плана в двух вестернах — «Человек из Ларами» (1955) с Джеймсом Стюартом и «Странная леди в городе» (1955) с Грир Гарсон, а также в двух фильмах нуар — «Кафе на 101-й улице» (1955), где предстал в краткой роли пьяного инженера секретной лаборатории, которого убивают вражеские агенты, а также «Задержите завтрашний день» (1955), где он был тюремным священником.
Наиболее заметной картиной де Ковы 1956 года стала библейская драма с Чарлтоном Хестоном «Десять заповедей» (1956), где он сыграл Авирона, брата Дафана. Он также исполнил роль второго плана в приключенческой мелодраме с Аланом Лэддом «Сантьяго» (1956), а также в четырёх вестернах, включая «Одинокий рейнджер» (1956) с Клейтоном Муром в заглавной роли, где де Кова был индейским вождём, и «Столпы небес» (1956) с Джеффом Чандлером. Год спустя у де Ковы были роли индейских вождей в вестернах «Убегая от стрелы» (1957) с Родом Стайгером и «Выезд ради мести» (1957) с Рори Калхуном, а также фильм нуар «Свидание с тенью» (1957), где де Кова сыграл отъявленного бандита, скрывающегося от полиции.
Год спустя де Кова исполнил роли второго плана в вестернах «Отчаянный ковбой» (1958) с Гленном Фордом и «Территория апачей» (1958) с Рори Калхуном. Другими фильмами де Ковы были драма с Юлом Бриннером «Братья Карамазовы» (1958), где де Кова сыграл капитана Врублевского, криминальный экшн с Чарльзом Бронсоном «Пулеметчик Келли» (1958) и научно-фантастический фильм с Робертом Воном «Молодой снежный человек» (1958), где де Кова сыграл патриарха доисторического клана. В 1959 году де Кова получил заметные роли второго плана в вестернах «День преступника» (1959) с Робертом Райаном и «Партизаны» (1959) с Джеффом Чандлером.
В криминальной драме «Рассвет и закат Легза Даймонда» (1960) де Кова сыграл председателя криминального синдиката, он вновь был гангстером в биографической криминальной драме «Портрет мафиози» (1961). В том же году актёр сыграл астролога в приключенческой фантастической ленте «Атлантида, погибший континент» (1961). Затем последовала музыкальная комедия с Элвисом Пресли «Следуй мечте» (1962), а ещё год спустя — вестерн с Брайаном Китом и Робертом Калпом «Захватчики» (1963), в котором де Кове в очередной раз досталась роль индейского вождя. В семейной мелодраме с Брайаном Китом «Ох, уж эти Кэллоуэи» (1964) де Кова вновь сыграл индейца. В том же году он появился в роли палача в библейской драме «Величайшая из рассказанных историй» (1965) с Максом фон Зюдовом в роли Иисуса.
В 1970 году он сыграл индейца в приключенческой мелодраме «Повеса за городом» (1970), а затем получил заметные роли второго плана в криминальных боевиках «Механик» (1972) с Чарльзом Бронсоном и «Дон мёртв» (1973) с Энттони Куином. До конца карьеры де Кова сыграл в комедии «Фрезиер, чувственный лев» (1973), а также в криминальных драмах «Трущобы» (1973), «Малышу нужна новая пара ботинок» (1974) и «Джонни Огненное Облако» (1975), где он сыграл индейца Белый Орёл. Де Кова завершил работу в кинематографе озвучиванием полнометражных мультфильмов Ральфа Бакши «Поп Америка» (1981) и «Эй, хорошо выглядишь» (1982).

## Карьера на телевидении
С 1950 по 1980 год де Кова сыграл в 202 эпизодах 90 различных телесериалов. Он, в частности, снялся в таких сериалах, как «Дик Трейси» (1950), «Большой город» (1956), «Дымок из ствола» (1956—1959, 5 эпизодов), «Приключения Рин Тин Тина» (1957, 2 эпизода), «Истории Уэллс-Фарго» (1957—1960, 3 эпизода), «Шайенн» (1957—1962, 7 эпизодов), «Караван повозок» (1957—1965, 8 эпизодов), «Беспокойное оружие» (1958), «Сансет-стрип, 77» (1958—1963, 3 эпизода), «Питер Ганн» (1959), «Калифорнийцы» (1958—1959, 2 эпизода), «Майк Хаммер» (1959), «Стрелок» (1959—1960, 2 эпизода), «Приключения в раю» (1960), «Гавайский детектив» (1960—1961, 2 эпизода), «Сыромятная плеть» (1959—1961, 2 эпизода), «Альфред Хичкок представляет» (1959—1962, 2 эпизода), «Неприкасаемые» (1959—1962, 8 эпизодов), «Ларами» (1959—1963, 3 эпизода), «Мэверик» (1961), «Дни в долине смерти» (1962—1969, 3 эпизода), «ФБР» (1973, 2 эпизода), «Женщина-полицейский» (1975), «Кэннон» (1976), «Досье детектива Рокфорда» (1977) и «Маленький домик в прериях» (1979, 2 эпизода).
Одной из наиболее заметных ролей де Ковы на телевидении была роль мафиозного киллера, который получил заказ убить главного персонажа, агента ФБР Эллиота Несса (Роберт Стэк) в сериале «Неприкасаемые: часть !» (1959).
Однако лучше всего де Кову помнят по комедийному вестерн-сериалу «Отряд „Ф“» (1965—1967, 63 эпизода), где он сыграл лукавого, не вполне ненадежного, но очень забавного вождя вымышленного индейского племени Хекави по имени Дикий Орел, который выступает партнёром сержанта О’Рурка (Форрест Таккер) в различных его планах заработать денег.

## Актёрское амплуа
Как отметил историк кино Хэл Эриксон, «актёр латинского происхождения, Фрэнк де Кова обладал неопределенными, но резко прочерченными чертами лица, которые позволяли ему играть широкий спектр персонажей этнического типа — от индийца до индейца». Как подчёркивается в биографии актёра на сайте Internet Movie Database, «Фрэнк де Кова воплотил свой зловещий хмурый взгляд, пронзительные глаза и всеохватывающий угрожающий вид в многолетний экранный образ, играя хладнокровных стрелков, свирепых индейских вождей, жестоких офицеров мексиканской армии и тому подобных персонажей».
Наряду с этим де Кова проявил свой недюжинный комедийный талант, снискав любовь двух поколений телезрителей своей игрой Дикого Орла, миролюбивого вождя индейцев племени Хекави в ситкоме 1960-х годов «Отряд „Ф“».

## Смерть
Фрэнк де Кова умер 15 октября 1981 года в возрасте 71 года в Сипулведе, Лос-Анджелес, Калифорния, во сне.

## Фильмография
| Год         |     | Русское название                              | Оригинальное название                | Роль                                                   |
| ----------- | --- | --------------------------------------------- | ------------------------------------ | ------------------------------------------------------ |
| 1947        | ф   | Поцелуй смерти                                | Kiss of Death                        | мошенник (в титрах не указан)                          |
| 1950        | с   | Дик Трейси                                    | Dick Tracy                           | Хуан Перес (1 эпизод)                                  |
| 1951        | ф   | Мафия                                         | The Mob                              | Кулио (в титрах не указан)                             |
| 1951        | ф   | Вперёд                                        | Up Front                             | итальянец (в титрах не указан)                         |
| 1951        | с   | Театральный час «Форда»                       | The Ford Theatre Hour                | (1 эпизод)                                             |
| 1951        | с   | Мартин Кейн, частный сыщик                    | Martin Kane, Private Eye             | Томас Рэндалл (2 эпизода)                              |
| 1952        | ф   | Отпуск для грешников                          | Holiday for Sinners                  | крепкий мужчина                                        |
| 1952        | ф   | Большое небо                                  | The Big Sky                          | Моулфейс (в титрах не указан)                          |
| 1952        | ф   | Солдат-пони                                   | Pony Soldier                         | Кастин (в титрах не указан)                            |
| 1952        | ф   | Вива, Сапата!                                 | Viva Zapata!                         | полковник Гуахардо (в титрах не указан)                |
| 1953        | ф   | Все братья были храбрецами                    | All the Brothers Were Valiant        | Стивенсон                                              |
| 1953        | ф   | Острие стрелы                                 | Arrowhead                            | вождь Чаттез                                           |
| 1953        | ф   | Песнь пустыни                                 | The Desert Song                      | Миндар                                                 |
| 1953        | ф   | Атака истребителей                            | Fighter Attack                       | Бенедетто                                              |
| 1953        | ф   | Капитан Хайберских стрелков                   | King of the Khyber Rifles            | Али Нур                                                |
| 1953        | ф   | Захватчики семи морей                         | Raiders of the Seven Seas            | капитан Ромеро                                         |
| 1953        | ф   | Доля секунды                                  | Split Second                         | Дамми                                                  |
| 1953        | ф   | Плащаница                                     | The Robe                             | работорговец (в титрах не указан)                      |
| 1953        | с   | Твоя любимая история                          | Your Favorite Story                  | разные роли (2 эпизода)                                |
| 1954        | ф   | Бой барабана                                  | Drum Beat                            | модок Джим                                             |
| 1954        | ф   | Страсть                                       | Passion                              | Мартинес                                               |
| 1954        | ф   | Они ехали на Запад                            | They Rode West                       | Изатаи                                                 |
| 1954        | ф   | Долина фараонов                               | Valley of the Kings                  | Ахмед Салах, проводник кочевников (в титрах не указан) |
| 1955        | ф   | Задержите завтрашний день                     | Hold Back Tomorrow                   | священник                                              |
| 1955        | ф   | Человек из Ларами                             | The Man from Laramie                 | падре                                                  |
| 1955        | ф   | Кафе на 101-й улице                           | Shack Out on 101                     | профессор Клод Диллон                                  |
| 1955        | ф   | Странная леди в городе                        | Strange Lady in Town                 | Анс Хэтло                                              |
| 1956        | ф   | Одинокий рейнджер                             | The Lone Ranger                      | вождь Красный орёл                                     |
| 1956        | ф   | Столпы небес                                  | Pillars of the Sky                   | Захария                                                |
| 1956        | ф   | Расправа!                                     | Reprisal!                            | Чарли Уошакл                                           |
| 1956        | ф   | Сантьяго                                      | Santiago                             | Джинго                                                 |
| 1956        | ф   | Десять заповедей                              | The Ten Commandments                 | Абирам                                                 |
| 1956        | ф   | Белая женщина                                 | The White Squaw                      | Жёлтый лось                                            |
| 1956        | ф   | Выезд ради мести                              | Ride Out for Revenge                 | вождь Жёлтый волк                                      |
| 1956        | тф  | Джонни Мокассин                               | Johnny Moccasin                      | смелый скаут                                           |
| 1956        | с   | Истории бенгальских уланов                    | Tales of the 77th Bengal Lancers     | (1 эпизод)                                             |
| 1956        | с   | Борец за правду                               | Crusader                             | Хуан Перес (1 эпизод)                                  |
| 1956        | с   | Большой город                                 | Big Town                             | (1 эпизод)                                             |
| 1956        | с   | Телевизионный театр «Форда»                   | The Ford Television Theatre          | Делвин Слейтер (1 эпизод)                              |
| 1956        | с   | Юнион Пасифик                                 | Union Pacific                        | индейский вождь (1 эпизод)                             |
| 1956— 1959  | с   | Дымок из ствола                               | Gunsmoke                             | разные роли (5 эпизодов)                               |
| 1957        | ф   | Убегая от стрелы                              | Run of the Arrow                     | Красное облако                                         |
| 1957        | ф   | Свидание с тенью                              | Appointment with a Shadow            | Датч Хейден                                            |
| 1957        | кор | Никто не умрёт                                | Not One Shall Die                    | египетский чиновник                                    |
| 1957        | с   | Приключения Рин Тин Тина                      | The Adventures of Rin Tin Tin        | разные роли (2 эпизода)                                |
| 1957        | с   | Перекрёстки                                   | Crossroads                           | Чёрный орёл (1 эпизод)                                 |
| 1957        | с   | Молчаливая служба                             | The Silent Service                   | Артуро (1 эпизод)                                      |
| 1957        | с   | Орлиный глаз и последний из могикан           | Hawkeye and the Last of the Mohicans | вождь Оттава (1 эпизод)                                |
| 1957— 1960  | с   | Истории Уэллс-Фарго                           | Tales of Wells Fargo                 | разные роли (3 эпизода)                                |
| 1957—1962   | с   | Шайенн                                        | Cheyenne                             | разные роли (7 эпизодов)                               |
| 1957 —1965  | с   | Караван повозок                               | Wagon Train                          | разные роли (8 эпизодов)                               |
| 1958        | ф   | Территория апачей                             | Apache Territory                     | Луго                                                   |
| 1958        | ф   | Братья Карамазовы                             | The Brothers Karamazov               | капитан Врублевский                                    |
| 1958        | ф   | Отчаянный ковбой                              | Cowboy                               | Элкейд                                                 |
| 1958        | ф   | Пулеметчик Келли                              | Machine-Gun Kelly                    | Гарри                                                  |
| 1958        | ф   | Молодой снежный человек                       | Teenage Cave Man                     | человек с чёрной бородой                               |
| 1958        | с   | Шоу Фила Силверса                             | The Phil Silvers Show                | помощник судьи (1 эпизод)                              |
| 1958        | с   | Беспокойное оружие                            | The Restless Gun                     | Лупо Лазаро (1 эпизод)                                 |
| 1958        | с   | Человек с фотоаппаратом                       | Man with a Camera                    | человек (1 эпизод)                                     |
| 1958        | с   | Дело Уолтера Уинчелла                         | The Walter Winchell File             | Стефан (1 эпизод)                                      |
| 1958        | с   | Юнион Пасифик                                 | Union Pacific                        | индейский вождь (1 эпизод)                             |
| 1958 — 1959 | с   | Калифорнийцы                                  | The Californians                     | разные роли (2 эпизода)                                |
| 1958 — 1963 | с   | Сансет-Стрип, 77                              | 77 Sunset Strip                      | разные роли (3 эпизода)                                |
| 1959        | ф   | День преступника                              | Day of the Outlaw                    | Денвер, банда Брюна                                    |
| 1959        | ф   | Партизаны                                     | The Jayhawkers!                      | Эванс                                                  |
| 1959        | ф   | Мафия Лица со шрамом                          | The Scarface Mob                     | Джимми Наполи                                          |
| 1959        | с   | Майк Хаммер                                   | Mike Hammer                          | Эл Адамс (1 эпизод)                                    |
| 1959        | с   | Питер Ганн                                    | Peter Gunn                           | Джо Тейбер (1 эпизод)                                  |
| 1959        | с   | Техасец                                       | The Texan                            | Мандан (1 эпизод)                                      |
| 1959        | с   | «Вестингауз» — Театр Дезилу                   | Westinghouse Desilu Playhouse        | Джимми Наполи (2 эпизода)                              |
| 1959        | с   | Чёрное седло                                  | Black Saddle                         | Калдерон (1 эпизод)                                    |
| 1959        | с   | Маршал США                                    | U.S. Marshal                         | Ред Слейд (1 эпизод)                                   |
| 1959        | с   | Солдат                                        | Buckskin                             | человек с картофелем (1 эпизод)                        |
| 1959        | с   | Помощник шерифа                               | The Deputy                           | Коуэн (1 эпизод)                                       |
| 1959        | с   | Аляскинцы                                     | The Alaskans                         | Фэнтан (1 эпизод)                                      |
| 1959        | с   | Годы беззакония                               | The Lawless Years                    | Гарри Лошадь (1 эпизод)                                |
| 1959 —1960  | с   | Стрелок                                       | The Rifleman                         | разные роли (2 эпизода)                                |
| 1959 — 1961 | с   | Сыромятная плеть                              | Rawhide                              | разные роли (2 эпизода)                                |
| 1959—1962   | с   | Альфред Хичкок представляет                   | Alfred Hitchcock Presents            | разные роли (2 эпизода)                                |
| 1959—1962   | с   | Неприкасаемые                                 | The Untouchables                     | разные роли (8 эпизодов)                               |
| 1959 — 1963 | с   | Ларами                                        | Laramie                              | разные роли (4 эпизода)                                |
| 1959 —1964  | с   | Третий человек                                | The Third Man                        | разные роли (2 эпизода)                                |
| 1960        | ф   | Рассвет и закат Легза Даймонда                | The Rise and Fall of Legs Diamond    | председатель синдиката                                 |
| 1960        | с   | Сёрфсайд 6                                    | Surfside 6                           | Стингер (1 эпизод)                                     |
| 1960        | с   | Представитель закона                          | Lawman                               | Джед Баркер (1 эпизод)                                 |
| 1960        | с   | Джонни Стаккато                               | Johnny Staccato                      | Эдди Уэйнрайт (1 эпизод)                               |
| 1960        | с   | Отель де Пари                                 | Hotel de Paree                       | индеец (1 эпизод)                                      |
| 1960        | с   | Сухопутная тропа                              | Overland Trail                       | вождь (1 эпизод)                                       |
| 1960        | с   | Райские приключения                           | Adventures in Paradise               | капитан Балтиан (1 эпизод)                             |
| 1960        | с   | Детективы                                     | The Detectives                       | Нордофф (1 эпизод)                                     |
| 1960        | с   | Пять пальцев                                  | Five Fingers                         | Ландау (1 эпизод)                                      |
| 1960        | с   | Островитяне                                   | The Islanders                        | Карлос Рока (1 эпизод)                                 |
| 1960        | с   | Стрелок Слейд                                 | Shotgun Slade                        | Красный орёл (1 эпизод)                                |
| 1960        | с   | Приключения в раю                             | Adventures in Paradise               | капитан Балтиан (1 эпизод)                             |
| 1960 — 1961 | с   | Ревущие 20-е                                  | The Roaring 20's                     | разные роли (2 эпизода)                                |
| 1960 — 1961 | с   | Гавайский детектив                            | Hawaiian Eye                         | разные роли (2 эпизода)                                |
| 1961        | ф   | Атлантида, погибший континент                 | Atlantis: The Lost Continent         | Соной, астролог                                        |
| 1961        | ф   | Портрет гангстера                             | Portrait of a Mobster                | Энтони Параццо                                         |
| 1961        | с   | Гонконг                                       | Hong Kong                            | Сезаро (1 эпизод)                                      |
| 1961        | с   | Мэверик                                       | Maverick                             | Блэкджек Харди (1 эпизод)                              |
| 1961        | с   | Шоссе 66                                      | Route 66                             | Дейви Бриггс (1 эпизод)                                |
| 1961        | с   | Бунтарь                                       | The Rebel                            | Ричард Алоизиус Стёрджис (1 эпизод)                    |
| 1961        | с   | Высокий человек                               | The Tall Man                         | Майк Серый орёл (1 эпизод)                             |
| 1961        | с   | Премьера «Алкоа»                              | Alcoa Premiere                       | отец Гаврила (1 эпизод)                                |
| 1961        | с   | Приграничный цирк                             | Frontier Circus                      | Карл Мейнард (1 эпизод)                                |
| 1961        | с   | Стрелок                                       | Gunslinger                           | Дон Игнасио Алесандро (1 эпизод)                       |
| 1961— 1962  | с   | Вне закона                                    | Outlaws                              | разные роли (2 эпизода)                                |
| 1962        | ф   | Следуй мечте                                  | Follow That Dream                    | Джек                                                   |
| 1962        | с   | Триллер                                       | Thriller                             | лейтенант Винколи (1 эпизод)                           |
| 1962        | с   | Галантные мужчины                             | The Gallant Men                      | Легрини (1 эпизод)                                     |
| 1962—1969   | с   | Дни в долине смерти                           | Death Valley Days                    | разные роли (3 эпизода)                                |
| 1963        | ф   | Захватчики                                    | The Raiders                          | вождь пауни (в титрах не указан)                       |
| 1963        | с   | Дакота                                        | The Dakotas                          | Мэтт Келлог (1 эпизод)                                 |
| 1963        | с   | Стоуни Бёрк                                   | Stoney Burke                         | мистер Текас (1 эпизод)                                |
| 1964        | с   | Бен Кэйси                                     | Ben Casey                            | Джон Уистлер (1 эпизод)                                |
| 1964        | с   | Величайшее шоу на Земле                       | The Greatest Show on Earth           | Джозеф (1 эпизод)                                      |
| 1964        | с   | Театр саспенса «Крафт»                        | Театр создателей саспенса            | Эдвард (1 эпизод)                                      |
| 1964        | с   | Путешествие Джеймм Макфитерза                 | The Travels of Jaimie McPheeters     | вождь (1 эпизод)                                       |
| 1964— 1965  | с   | Дэниэл Бун                                    | Daniel Boone                         | разные роли (2 эпизода)                                |
| 1965        | ф   | Величайшая из когда-либо рассказанных историй | The Greatest Story Ever Told         | палач                                                  |
| 1965        | ф   | Сабля Али-Бабы                                | The Sword of Ali Baba                | старый Баба                                            |
| 1965        | ф   | Ох, уж эти Кэллоуэйи                          | Those Calloways                      | Нигош                                                  |
| 1965        | с   | Валентинов день                               | Valentine's Day                      | вождь Смелый орёл (1 эпизод)                           |
| 1965— 1967  | с   | Отряд «Ф»                                     | F Troop                              | вождь Белый орёл (63 эпизода)                          |
| 1968        | с   | Высокий кустарник                             | The High Chaparral                   | Агирре (1 эпизод)                                      |
| 1968        | с   | Требуется вор                                 | It Takes a Thief                     | генерал Ташков (2 эпизода)                             |
| 1968 — 1975 | с   | Диснейленд                                    | Disneyland                           | разные роли (2 эпизода)                                |
| 1969        | с   | Гавайи 5-O                                    | Hawaii Five-O                        | Фил Калама (1 эпизод)                                  |
| 1970        | ф   | Повеса за городом                             | The Wild Country                     | Ту Дог                                                 |
| 1971        | с   | Любовь по-американски                         | Love, American Style                 | (1 эпизод)                                             |
| 1972        | ф   | Механик                                       | The Mechanic                         | Тот человек                                            |
| 1973        | ф   | Дон мертв                                     | The Don Is Dead                      | Джанта                                                 |
| 1973        | ф   | Фрейзер, чувственный лев                      | Frasier, the Sensuous Lion           | человек                                                |
| 1973        | ф   | Трущобы                                       | The Slams                            | Капиелло                                               |
| 1973        | с   | ФБР                                           | The F.B.I.                           | разные роли (2 эпизода)                                |
| 1974        | ф   | Малышу нужна новая пара ботинок               | Baby Needs a New Pair of Shoes       | Большой Тони                                           |
| 1974        | с   | Полицейская история                           | Police Story                         | Перес (1 эпизод)                                       |
| 1974        | с   | Тома                                          | Toma                                 | Алекс Кордин (1 эпизод)                                |
| 1974        | с   | Путь Эппла                                    | Apple's Way                          | Конни Демарко (1 эпизод)                               |
| 1974        | с   | Беги, Джо, беги                               | Run, Joe, Run                        | вождь Великий орёл (1 эпизод)                          |
| 1975        | тф  | Перекрёстный огонь                            | Crossfire                            | Альберт Эмброуз                                        |
| 1975        | ф   | Джонни Огненное облако                        | Johnny Firecloud                     | Белый орёл                                             |
| 1975        | с   | Женщина-полицейский                           | Police Woman                         | Вито Анджело (1 эпизод)                                |
| 1976        | с   | Кеннон                                        | Cannon                               | Лусиус Дельгадо (1 эпизод)                             |
| 1977        | с   | Досье детектива Рокфорда                      | The Rockford Files                   | Нова (1 эпизод)                                        |
| 1978        | ф   | Кошка в клетке                                | Cat in the Cage                      | Рашид Хан                                              |
| 1978        | с   | Баретта                                       | Baretta                              | Доминик (1 эпизод)                                     |
| 1979        | с   | Маленький домик в прериях                     | Little House on the Prairie          | разные роли (2 эпизода)                                |
| 1980        | ф   | Мафия на «Баунти»                             | Mafia on the Bounty                  | Руполо                                                 |
| 1980        | с   | Невероятный Халк                              | The Incredible Hulk                  | Сэм Монти (1 эпизод)                                   |
| 1980        | с   | Швейцарская семья Робинзонов                  | Swiss Family Robinson                | шаман (1 эпизод)                                       |
| 1981        | ф   | Поп Америка                                   | American Pop                         | Криско (озвучивание)                                   |
| 1982        | ф   | Эй, хорошо выглядишь                          | Hey Good Lookin'                     | Старый Винни (озвучивание)                             |